# أو إم في
OMV (سابقا " ÖSTERREICHISCHE Mineralölverwaltung " ، أو أم في ) ، هي شركة متكاملة للنفط والغاز الدولية، ومقرها في فيينا. أعمالها الرئيسية هي استكشاف وإنتاج النفط والغاز، وتوزيع الغاز الطبيعي و توليد الطاقة، وتكرير وتسويق المنتجات النفطية. مع مبيعات مجموعة من 42410000000 € ، و القوى العاملة في العالم من 26,800 في عام 2013 و قيمتها السوقية 11350000000 € ( نهاية عام 2013 ) ، OMV هي أكبر شركة التصنيع المدرجة في النمسا.

## تاريخها

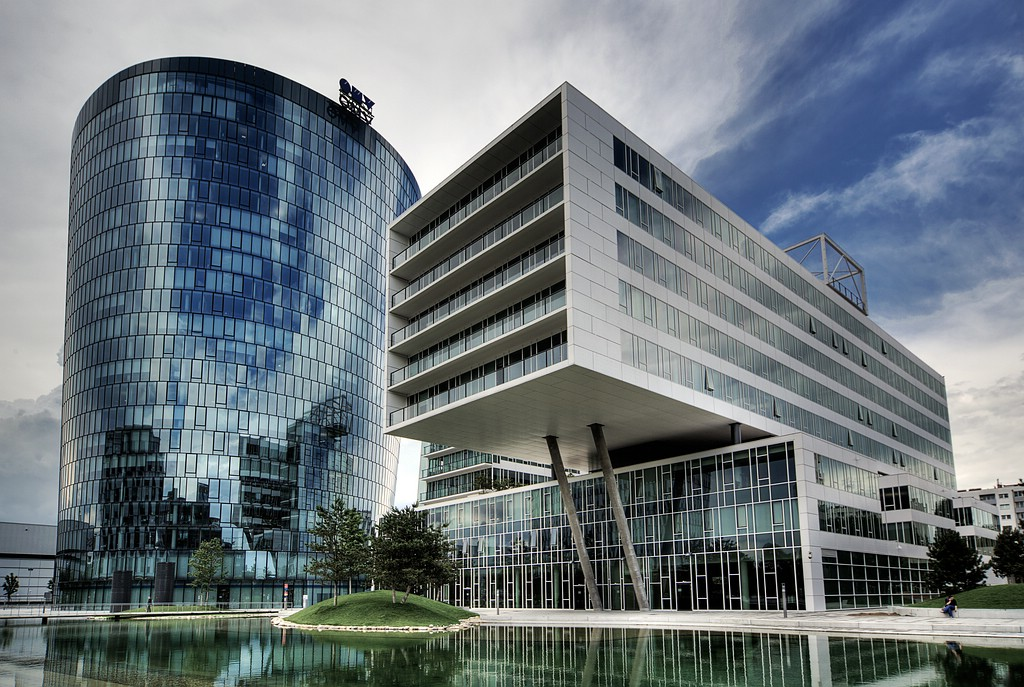
مقر الشركة في فيينا

نشأت أو أم في في عام 1956 كشركة مساهمة . بعد أربع سنوات، في عام 1960، افتتحت الشركة مصفاة شفيكات بالقرب من فيينا. وفي نهاية عام 1987، تمت خصخصة 15 ٪ من الأسهم، مما يجعلها أهم شركة مملوكة للدولة النمساوية. في عام 1989 ، استحوذت OMV حصة 25 ٪ في مجموعة البلاستيك وبورياليس .
شركة الاستثمارات البترولية الدولية ( ايبيك ) في أبوظبي اكتسبت الاهتمام الأولي 19.6 ٪ في المجموعة في نهاية عام 1994 ، وفي العام التالي، غيرت الجماعة اسمها من " OMV " إلى " OMV " لأن علامة تشكيل على " Ö " لا يستخدم عادة في العديد من اللغات . في 2000s في وقت مبكر، وسعت الرصد والتحقق المستمرين في أوروبا الشرقية، من خلال الحصول على حوالي 10٪ من شركة النفط المجرية، MOL وفي عام 2003 اشترت تقسيم المنبع من ألمانيا Preussag اينرجي، وتوسيع شبكاتها محطة وقود .
في عام 2004 ، أصبحت أو أم في الشركة الرائدة في السوق في أوروبا الوسطى والشرقية بعد شراء على 51 ٪ من الرومانيين مجموعة النفط والغاز بتروم الذي يشكل أكبر عملية شراء في تاريخ الرصد والتحقق المستمرين.
في عام 2006 ، اشترت OMV حصة 34٪ في مجموعة النفط التركية بنزين OFİSİ - أكبر استثمار النمساوية في تركيا حتى الآن. في نفس العام، أعلنت المجموعة النمساوية فائدة خطط للاندماج . ومع ذلك، وهذا انهارت بسبب مقاومة من نواب البرلمان النمساوي.
زيادة الرصد والتحقق المستمرين حصتها في مجموعة النفط المجرية MOL إلى 20.2 ٪ في عام 2007. ثم بيعها OMV حصتها بالكامل مارس 2009 بعد ان رفضت وزارة العمل محاولة استيلاء في عام 2008 وفرضت المفوضية الأوروبية قيودا صارمة لل موافقة على الصفقة. اكتسبت OMV الحصة التي تحتفظ بها دوجان القابضة في بنزين OFİSİ في أواخر عام 2010 ، والتي زادت حصتها في الشركة إلى 95.75 ٪ . في عام 2011 ، تم زيادة هذه الحصة مرة أخرى إلى 97 ٪ .
في سبتمبر 2011، كشفت الشركة استراتيجيتها المنقحة للشركات، ' النمو المربح " . وفقا ل هذه الاستراتيجية، تعتزم الرصد والتحقق المستمرين على نحو متزايد لتحويل استثماراتها من أعمال التكرير والتعبئة محطة لرجال الأعمال المنبع ( الاستكشاف والإنتاج) ، حيث سيتم إجراء ثلثي الاستثمارات المستقبلية . خطة الرصد والتحقق المستمرين هو زيادة E & P الترجيح في المحفظة الإجمالية ل تصل إلى 60 ٪ بحلول عام 2021 . وعلى المستوى الإقليمي، والتركيز الاستثمار هو أن تكون على البحر الأسود ومنطقة بحر الشمال، ومنطقة بحر قزوين والشرق الأوسط وجنوب الصحراء الكبرى وأفريقيا.
في عام 2012، كان جيدا دومينو -1 في رخصة تنقيب الرومانية البحر الأسود نيبتون اكتشاف الأكثر أهمية في ذلك العام، والذي لديه القدرة على أن يكون أهم اكتشاف الغاز OMV من أي وقت مضى.

## الأنشطة

### التنقيب والإنتاج

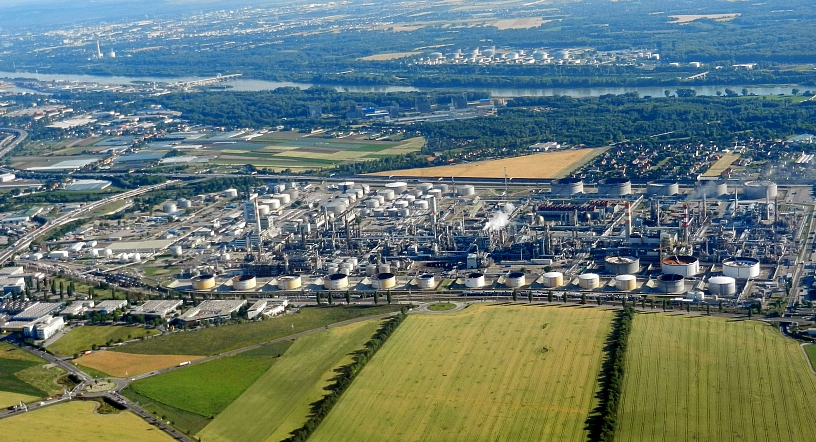
مصفاة شفيكات

التنقيب والإنتاج قطاع لديه قاعدة قوية في رومانيا والنمسا و ينمي محفظتها الدولية باطراد من الاحتياطيات المؤكدة من 1,131 مليون برميل أي 288,000 برميل يوميا في عام 2013 ، وجاء حوالي 70 ٪ من إنتاجها من رومانيا والنمسا، والباقي من دول أخرى متزايدة كمشروع غاز الجنوب في تونس

### الغاز والطاقة
قطاع الغاز والطاقة الأعمال المتكاملة تعمل عبر كامل من السلسلة القيمة للغاز. تتكون محفظة امدادات الغاز من الغاز الإنصاف ويكمله الكميات المتعاقد عليها . يتم جلب الغاز إلى السوق من خلال 2,000 كم ( 1,200 ميل) شبكة أنابيب الغاز فضلا عن مرافق تخزين الغاز الخاصة بسعة 2.6 مليار متر مكعب وبيعها عبر قنوات البيع الخاصة . يتم تأسيس المركزي الأوروبي المحور الغاز ( CEGH ) باعتبارها منصة التداول الغاز المهم على الطرق الغاز من الشرق إلى الغرب وتدير تبادل الغازات أيضا . عقدة توزيع الغاز في بومغارتن هو أكبر عقدة الوسطى في أوروبا من الغاز الروسي . تعمل OMV أيضا اثنين من محطات توليد الطاقة التي تعمل بالغاز في رومانيا وتركيا.
التكرير والتسويق

### التكرير والتوزيع
تكرير بما في ذلك البتروكيماويات وتعمل ثلاث مصاف : شفيكات (ألمانيا ) (النمسا ) و بورج هاوسن، سواء مع مجمعات البتروكيماويات المتكاملة، فضلا عن Petrobrazi (رومانيا ) . تم توقيع اتفاقية سحب الاستثمارات لشراء حصة 45 ٪ في Bayernoil (ألمانيا ) في ديسمبر 2013. OMV لديها قدرة معالجة سنوية ب17.4 مليون طن ( 360,000 برميل / يوم )، باستثناء Bayernoil . تتكون شبكة متاجر التجزئة من حوالي 4,200 محطات تعبئة الوقود في 11 بلدا مع مجموعة تجارية قوية . جنبا إلى جنب مع نوعية عالية تجارة التجزئة غير النفطية ( VIVA )، و الأعمال التجارية كفاءة والرصد والتحقق المستمرين لديه مكانة رائدة في أسواقها . [ 1 ]